# 雁の巣
雁の巣（がんのす）は、福岡県福岡市東区に存在する町丁。現行行政地名は雁の巣一丁目と雁の巣二丁目である。郵便番号は811-0206。

## 地理
雁の巣は、博多湾（福岡湾）の北、海の中道の一部に位置する。当町のちょうど雁の巣一丁目と二丁目の境沿いにJR九州香椎線（海の中道線）が貫き、二丁目内に雁ノ巣駅が存在する。海の中道内の周辺では当町は奈多（東側で住居表示実施済みである奈多一丁目～奈多三丁目や奈多団地と、西側で住居表示未実施である大字の奈多からなる）と接する
。

## 歴史
- 1990年（平成2年）代頃に、大字である奈多より、雁の巣一丁目・雁の巣二丁目を設置する。

## 人口と世帯
- 平成27年（2015年）度の国勢調査において、福岡市の雁の巣の各町丁別の世帯数と人口数はそれぞれ次のようになっている[3]。

|              | 世帯数  | 人口数  | 人口数 | 人口数 |
| 総人口       | 世帯数  | 男人口  | 女人口 |        |
| 雁の巣一丁目 | 741世帯 | 1,434人 | 635人  | 799人  |
| 雁の巣二丁目 | 793世帯 | 1,818人 | 915人  | 903人  |

## 交通
- 鉄道路線は、JR九州香椎線（海の中道線）の雁ノ巣駅が当町の二丁目に存在する。
- 道路は、福岡県道59号志賀島和白線（通称として海の中道）が当町内を東西に貫き、西方は海の中道から志賀島方面へ、東方は和白方面へそれぞれ至っている。
- 路線バスは、西鉄バスが県道59号沿いに雁ノ巣駅前を通っている。

## 周辺
- 雁の巣大満宮
- 須賀神社
- 雁の巣公民館

なお、雁の巣レクリエーションセンターは雁ノ巣駅からとしての最寄りでもあるが、当施設の所在は大字の奈多にある。